# Дуглассвілл (Техас)
Дуглассвілл (англ. Douglassville) — місто (англ. town) в США, в окрузі Кесс штату Техас. Населення — 211 особа (2020).

## Географія
Дуглассвілл розташований за координатами 33°11′30″ пн. ш. 94°21′7″ зх. д. / 33.19167° пн. ш. 94.35194° зх. д. (33.191645, -94.351940).  За даними Бюро перепису населення США в 2010 році місто мало площу 16,38 км², уся площа — суходіл.

## Демографія
Згідно з переписом 2010 року, у місті мешкало 229 осіб у 94 домогосподарствах у складі 67 родин. Густота населення становила 14 осіб/км².  Було 108 помешкань (7/км²).
Расовий склад населення:
| - 79,5 % — білих - 17,0 % — чорних або афроамериканців - 1,3 % — осіб інших рас |

До двох чи більше рас належало 2,2 %. Частка іспаномовних становила 3,1 % від усіх жителів.
За віковим діапазоном населення розподілялося таким чином: 23,6 % — особи молодші 18 років, 60,2 % — особи у віці 18—64 років, 16,2 % — особи у віці 65 років та старші. Медіана віку мешканця становила 41,6 року. На 100 осіб жіночої статі у місті припадало 92,4 чоловіків;  на 100 жінок у віці від 18 років та старших — 88,2 чоловіків також старших 18 років.
Середній дохід на одне домашнє господарство  становив 43 545 доларів США (медіана — 29 063), а середній дохід на одну сім'ю — 49 052 долари (медіана — 33 750). Медіана доходів становила 41 042 долари для чоловіків та 45 469 доларів для жінок. За межею бідності перебувало 20,7 % осіб, у тому числі 34,6 % дітей у віці до 18 років та 13,3 % осіб у віці 65 років та старших.
Цивільне працевлаштоване населення становило 55 осіб. Основні галузі зайнятості: освіта, охорона здоров'я та соціальна допомога — 36,4 %, роздрібна торгівля — 25,5 %, публічна адміністрація — 20,0 %.